# 常磐急行交通
常磐急行交通株式会社（じょうばんきゅうこうこうつう）は、1960年代から1970年代にかけて存在した日本のバス事業者である。旧国道6号の長距離路線を運営するため、沿線で路線バスを運行する6社（京成電鉄・東武鉄道・常総筑波鉄道・鹿島参宮鉄道・茨城交通・日立電鉄）の共同出資により設立された。通称「常磐急行バス」。

## 概要
東京都心から旧国道6号を経由して茨城県水戸市・日立市を結ぶ長距離バスを運行するため、その沿線を営業区域とするバス各社共同で1962年11月に会社設立、同1962年12月1日に運行開始された。
出資会社はいずれも沿線地域でバス路線を持っており、京成電鉄（現：京成バス）と東武鉄道（現：東武バス）は、東京都・千葉県側の会社という位置づけに留まらず、当時は茨城県内での勢力拡大を競っていた。鹿島参宮鉄道は既に京成傘下にあったが、常総筑波鉄道は京成と東武の双方が競合した結果、京成傘下入りした。1965年には常総筑波鉄道・鹿島参宮鉄道が合併して関東鉄道（関鉄）となる。
また、京成電鉄は1964年に土浦の霞百貨店、1971年に水戸の志満津百貨店へ資本参加し、土浦・水戸・筑波山に京成ホテルを開業していた。
一方、東武鉄道はこの頃までに、自社エリアに近い茨城県西部から水戸へバス路線を延ばしており、1965年には水戸に近い笠間市営バスを買収、さらに土浦で創業した朝日自動車、下妻の茨城急行自動車を傘下に収めるなど、一時期は茨城県内での存在感を強めていた。
しかし当時は常磐自動車道の開通前で、全路線が高速バスではなく一般道経由で、国鉄常磐線の普通列車より所要時間がかかり、さらに東京寄り区間では渋滞に巻き込まれ遅延も多かったため、利用者数は伸び悩み、1977年に路線廃止、翌1978年3月に会社解散し廃業した。なお、常磐自動車道の最初の開通は運行終了後の1981年で、かつ首都高速道路と直結する1985年まで待たなければならなかった。

常磐自動車道の開通後、東京 - 茨城間を結ぶ高速バス路線「常磐高速バス」の東京 - 水戸間（1988年4月27日運行開始）、東京 - 日立間（1988年6月1日運行開始）、東京 - 勝田・東海間（1996年12月20日運行開始）などの路線は開業後に便数が増え、1980年代以降の全国的な高速道路網の整備により、常磐急行バスとは逆の展開を見せた。常磐高速バスでは、常磐急行バスのように独自の会社を作るのではなく、各バス事業者の共同運行という形を採っている。

## 沿革
- 1962年8月6日 - 発起人に対し路線免許交付
- 1962年11月 - 会社設立
- 1962年12月1日 - 運行開始
- 1965年6月1日 - 親会社の鹿島参宮鉄道と常総筑波鉄道が合併し関東鉄道に商号変更
- 1977年 - 路線廃止
- 1978年3月 - 会社解散

## 廃止路線
- 新橋 - 水戸 - 日立
- 新橋 - 水戸 - 原研前 - 日立

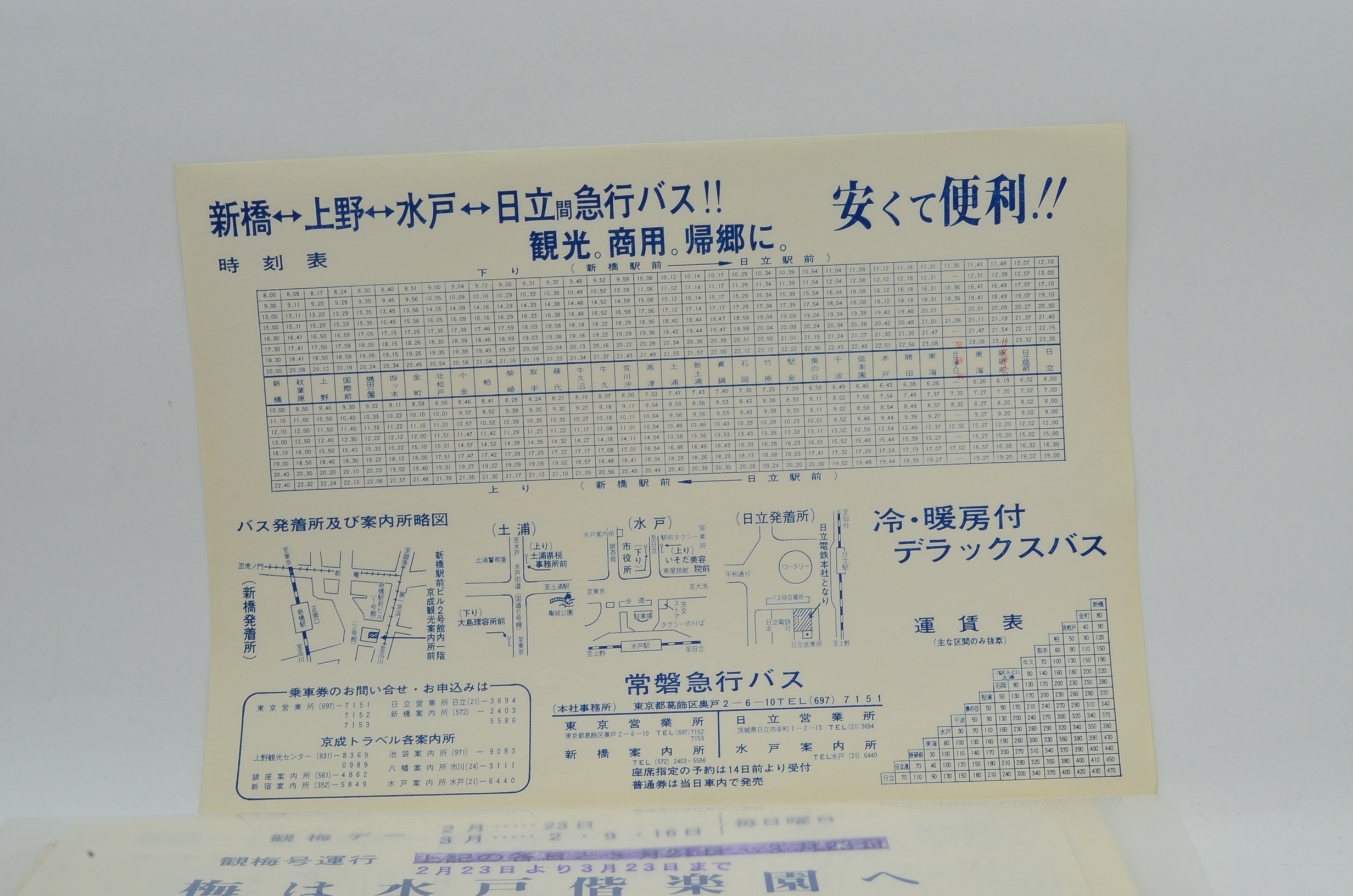
運行当時のバス時刻表

1962年8月6日免許、同年12月1日運行開始。新橋 - 日立間のキロ数は158km。原研前経由系統は166km。当初は運賃400円（全線片道）と当時の国鉄常磐線より安く設定された。新橋停留所であった新橋駅前ビル2号館（1966年竣工）ではバス乗車券を発売していた。
バス停留所の間隔は概ね数kmで、並行する常磐線の駅間距離に近い。全て一般道経由で、全停留所相互間の乗降が可能であった。
所要時間は、約3時間30分 - 4時間前後であったが、実際には大幅遅延し、定時運行が困難であったと伝えられる。当初は車掌乗務であったが、中期以降は運転手のみのワンマン運転を行っていた。あまりに所要時間が長いため、牛久沼など途中2箇所で休憩停車があった。
国鉄常磐線の普通列車よりも時間がかかることもあって利用者数が伸び悩み、当初は一日8往復運転していたが、中期には4往復、末期には2往復までに減便。利用者がほとんどないまま1977年に廃止された。
当路線は、県都水戸のほか、日立製作所の企業城下町である工都・日立および勝田（現：ひたちなか市）、さらには日本原子力研究所（原研、現：日本原子力研究開発機構）がある東海村を経由する。これら各地と東京を移動する出張客もターゲットにしたとみられるが、長距離乗車がどの程度あったかは会社が解散しているため調査困難となっている。

### 停留所一覧
- 新橋 - 秋葉原 - 上野 - 国際劇場前 - 隅田公園入口 - 四ツ木 - 金町 - 北松戸 - 小金 - 柏 - 柴崎 - 取手 - 藤代 - 牛久沼 - 牛久 - 荒川沖 - 高津 - 土浦 - 新土浦 - 真鍋 - 石岡 - 竹原 - 堅倉 - 奥の谷 - 千波 - 偕楽園 - 水戸 - 勝田 - 東海（ - 原研前） - 日立港入口 - 日立局前 - 日立

### 主要停留所・発着所の場所
- 新橋発着所：新橋駅前ビル2号館 京成観光案内所前（第一京浜）
- 土浦停留所：亀城公園北交差点付近
- 水戸停留所：三の丸一丁目交差点北側
- 日立発着所：日立駅中央口 日立電鉄本社隣

## 車両
車両は、トップドアの観光タイプを使用していた。

## 成り立ちが類似するバス事業者
1960年代に設立された、常磐急行交通と似た成り立ちのバス事業者として、以下のものがある。
- 東北急行バス - 常磐急行交通と同じく、東武鉄道が主導し1962年設立。東京と東北地方を結ぶ長距離バスを運行するため、沿線のバス会社を集めて東北自動車道開通前に会社設立した。東武グループ（現在は朝日自動車グループ）のバス事業者として現存する。
- 東名急行バス - 東京急行電鉄（現：東急バス）が主導し、翌年の東名高速道路開通を見越して1967年設立。東京と名古屋方面を結ぶ高速バスを運行していたが、東海道新幹線や東名ハイウェイバスとの競合などから、1975年3月31日付で全線廃止、同年10月1日付で会社解散。